# Choerosaurus
Choerosaurus es un género extinto de terápsido terocéfalo del Pérmico Superior de Sudáfrica. El tipo Choerosaurus dejageri fue designado en honor al paleontólogo sudafricano Sidney H. Haughton y proviene de la Zona faunística de Tropidostoma en 1929.
Choerosaurus es similar en apariencia al Scaloposuchus. Tanto en el Choerosaurus como en el Scaloposuchus, la parte posterior del cráneo (denominada occipucio) es elevado y los dientes caninos son gruesos y cortos. Choerosaurus también posee dientes con anquilosis, o sea que se encuentran soldados al hueso de la mandíbula y no eran reemplazables cuando el animal estaba vivo.
Tradicionalmente Choerosaurus era clasificado en Scalopodontia, un grupo de pequeños terocéfalos. En la actualidad se cree que los escalopodontianos son un grupo polifilético compuesto por lo general de terocéfalos juveniles, y la mayoría de sus taxones son clasificados en la actualidad como miembros basales de Baurioidea. La posición de Choerosaurus dentro de Baurioidea es incierta, ya que nunca fue incorporado en un análisis filogenético.